# Marshall Rosenberg
Marshall Rosenberg (6. října 1934 – 7. února 2015) byl americký psycholog, mediátor, autor a učitel. V raných šedesátých letech dvacátého století vytvořil metodu nenásilné komunikace, tj. proces, který podporuje partnerství a pomáhá řešit konflikty mezi lidmi, ve vztazích a v komunitách. Po celém světě pracoval jako posel míru a v roce 1984 založil Centrum nenásilné komunikace, mezinárodní neziskovou organisaci, ve které pracoval jako ředitel pro výukové služby.

## Život
Rosenberg se narodil v Ohiu. Svoji první ženu Vivien si vzal v roce 1961. Měli spolu tři děti. V roce 1974 se oženil se svou druhou ženou Glorií, se kterou se rozvedl v roce 1999. Svoji třetí ženu, Valentinu, se kterou zůstal až do své smrti, si vzal v roce 2005.

### České překlady
- ROSENBERG, Marshall. Nenásilná komunikace a moc. Překlad Matiášková, Veronika. Praha: Portál, 2019. 160 s. ISBN 978-80-262-1466-3.
- ROSENBERG, Marshall. Nenásilná komunikace. Překlad Garcíová, Norma. Praha: Portál, 2016. 224 s. ISBN 978-80-262-1079-5.
- ROSENBERG, Marshall. Co řeknete, změní váš svět. Překlad Antonínová, Hana. Praha: Portál, 2015. 144 s. ISBN 978-80-262-0912-6.